# River Wharfe
Der River Wharfe ist ein Fluss in der britischen Grafschaft Yorkshire. Seine Flussgöttin soll die von den Lingonen verehrte Verbeia gewesen sein.

## Etymologie
Es gibt eine Interpretation, nach der der Name aus dem Keltischen kommt und bedeutet „gewunden“. Aber auch germanische Wurzeln werden angenommen, wobei das altenglische ‘weorf’ oder das altnordische ‘hverfr’ mit „winding river“ (= sich windender Fluss) zu übersetzen ist. Auch das sächsische Wort ‘guerf’ – im Englischen mit ‘swift’ zu übersetzen – würde auf ein schnell fließendes Gewässer hindeuten.
Im Volksmund wird ein sehr gefährlicher Flussabschnitt einfach nur „The Strid“ genannt, in der deutschen und internationalen Literatur wird er auch „Mörderbach“ genannt. Das Wort „Strid“ leitet sich aus dem Altenglischen für „stryth“ ab und wird mit „Tumult, Aufruhr“ übersetzt (engl. tumolt, turmoil).

## Lauf
Das Tal des Flusses heißt Wharfedale. Auf einem großen Teil seines Laufs bildet der Wharfe die Grenze zwischen den Grafschaften West und North Yorkshire.
Seine Quelle befindet sich bei Langstrothdale Chase im Yorkshire Dales National Park. Von dort fließt er durch Kettlewell, Grassington, Bolton Abbey, Addingham, Ilkley, Otley, Wetherby, Tadcaster und mündet nach 97 Kilometern bei Cawood in den River Ouse.
Nach starken Regenfällen durchbrach der Wharfe im November 2015 an mehreren Stellen im Bereich der Orte Ilkley, Otley und Pool-in-Wharfedale die Uferbefestigungen, was zu weitreichenden Überflutungen führte.

## Bolton Strid
Der Fluss weist einen Abschnitt auf, der als einer der gefährlichsten Flussläufe der Welt gilt. Er befindet sich in der Nähe von Bolton Abbey und ist eine Engstelle im Flusslauf, die sich bis zu neun Meter in den Untergrund aus Kalkstein gegraben hat. Dieser Abschnitt ist sehr schmal und wirkt wie ein schmaler Bach, hat aber bei großer Tiefe gefährliche Unterströmungen und Hohlräume unter dem Ufer. Auch soll der Fluss bei Regenfällen sehr schnell um bis zu anderthalb Meter ansteigen. Warnschilder weisen darauf hin, die Nähe des Baches zu meiden. Seit dem Mittelalter sind zahlreiche Fälle von Menschen, die in diesem Gewässer zu Tode kamen, bekannt und dokumentiert. Im Allgemeinen soll es keine Möglichkeit des Entkommens mehr geben, wenn man einmal in den Fluss gefallen ist.

## Unglücksfälle und Rezeption
Aus dem Mittelalter ist eine Sage um William de Romilly bekannt, der bei dem Versuch, den Strid zu überspringen, in diesen hineinfiel und zu Tode kam. Seine Mutter Alice de Romilly beauftragte auf Skipton Castle die aus Irland eingetroffenen Augustiner mit der Gründung des Klosters Bolton Abbey, damit sie für die Seele ihres Sohnes beten sollten. Williams Hund soll den Sprung nicht gewagt haben und daher überlebt haben. 1934 kam ebenda der Landschaftsmaler Arthur Reginald Smith zu Tode. 1998 wurde ein dort campendes Pärchen weit flussabwärts tot geborgen. Im Jahre 2010 starb ein 8-jähriger Junge, als er von den Uferfelsen abrutschte und in das Wasser fiel und sofort unter der Wasseroberfläche verschwand. Weitere Todesfälle von jungen Leuten aus dieser Zeit sind bekannt und wurden in der Lokalpresse bekanntgegeben.
Der englische Dichter William Wordsworth widmete dieser Gegend ein Gedicht. Die amerikanische Schriftstellerin Gertrude Atherton verfasste eine Kurzgeschichte über diesen Flussabschnitt und erwähnt hierin, dass dort offenbar Geister umgehen sollen.

## Ortschaften
Entlang des Flusses Wharfe liegen die folgenden Ortschaften:
- Buckden
- Starbotton
- Kettlewell
- Conistone
- Grassington
- Burnsall
- Appletreewick
- Bolton Abbey
- Beamsley
- Addingham
- Nesfield
- Ilkley
- Burley in Wharfedale
- Otley
- Pool-in-Wharfedale
- Castley
- Netherby
- Chapel Hill
- Collingham
- Linton
- Wetherby
- Boston Spa
- Thorp Arch
- Newton Kyme
- Tadcaster
- Kirkby Wharfe
- Ulleskelf
- Ryther